# Petea Range
Die Petea Range ist ein kleiner Gebirgszug in der Region Canterbury auf der Südinsel von Neuseeland.

## Geographie
Die Petea Range befindet sich am nordwestlichen Ende der Canterbury Plains und grenzt an seiner Westseite direkt an die  Moorhouse Range an, wohingegen die Nord-, Ost- und Südseite des Gebirgszugs von flachem Land umgeben ist. In etwa 2 bis 3 km Entfernung fließt der South Branch Ashburton River nördlich und nordöstlich an der Petea Range vorbei und im Südwesten entspringt der Hinds River South Branch, der südlich an den Ausläufern des Gebirgszugs vorbeizieht.
Der rund 7 km lange und in Nord-Süd-Richtung verlaufende Gebirgszug weist eine maximale Höhe von 1065 m auf.
Administrativ gehört die Moorhouse Range zum Ashburton District.